# Carrera salvaje

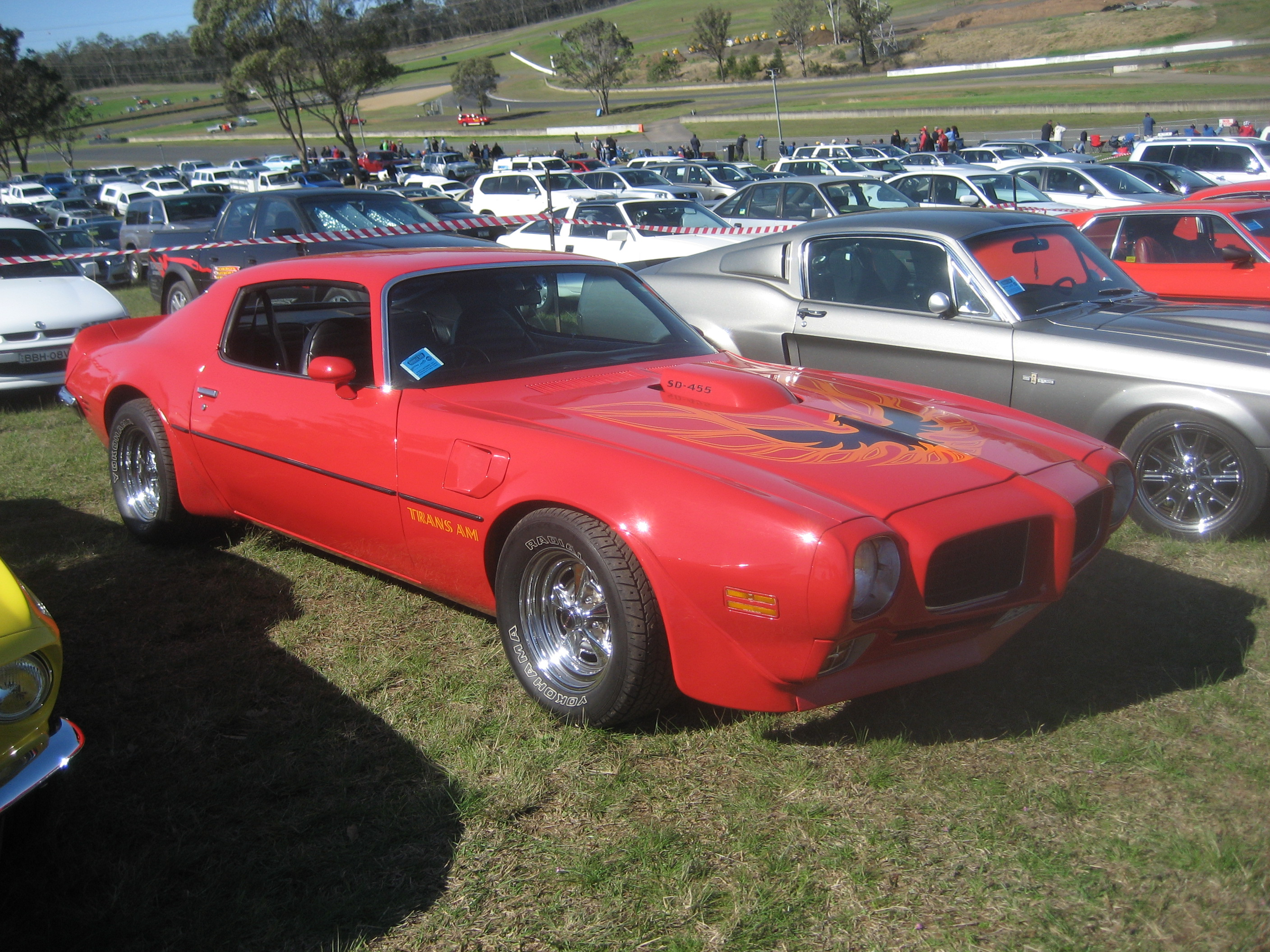
Pontiac Firebird Trans Am de 1973 (Modelo utilizado en Carrera Salvaje)

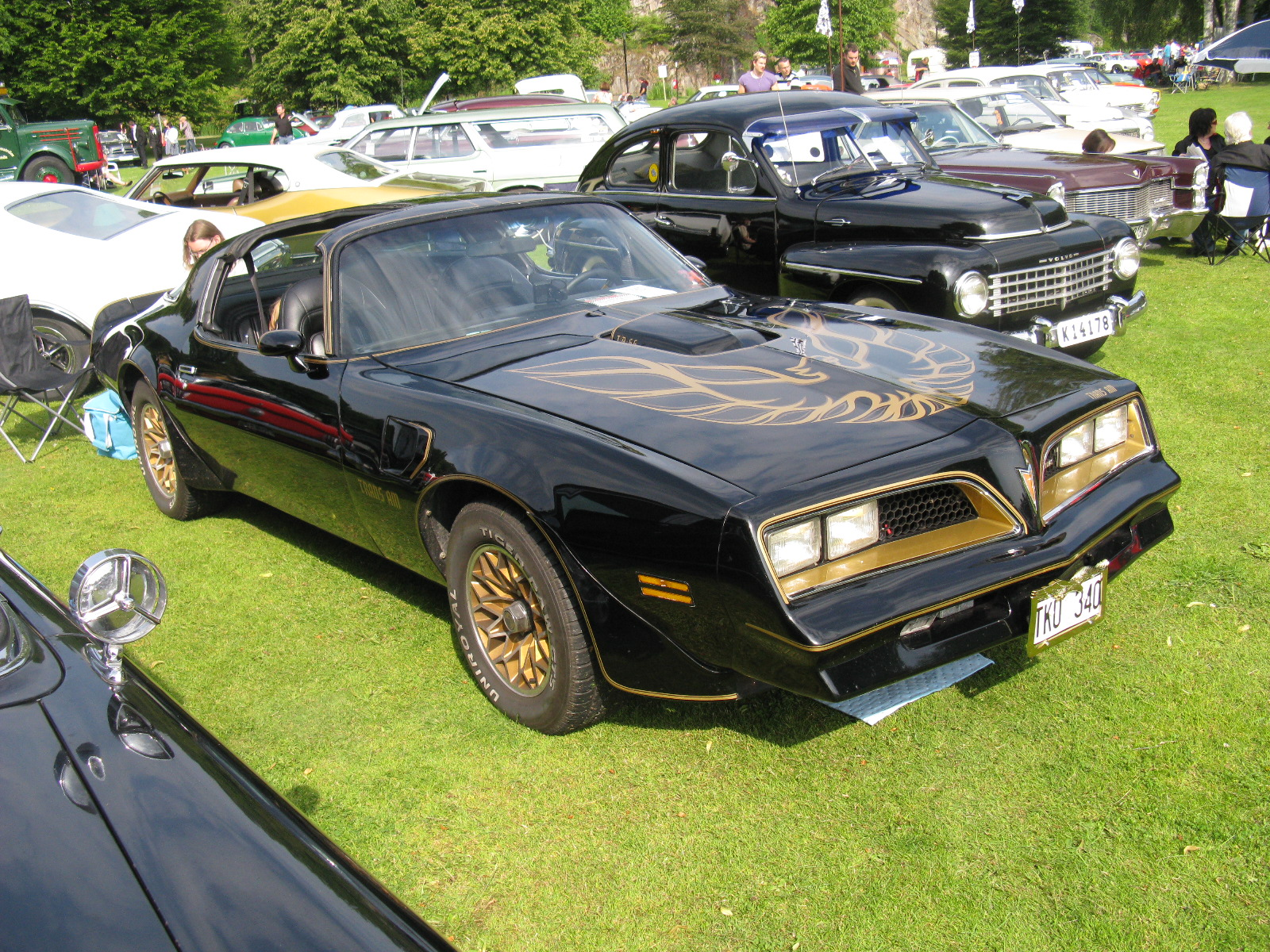
Pontiac Firebird Trans Am de 1977 (Modelo utilizado en Carrera Salvaje)

Carrera salvaje (Car Crash) es una película de 1981 coproducida entre Italia, España y México, dirigida por Antonio Margheriti y protagonizada por Joey Travolta, Vittorio Mezzogiorno y Ana Obregón.

## Sinopsis
Tras ganar una carrera amañada que debían perder, el piloto de carreras Paul (Joey Travolta) y su mecánico Nick (Vittorio Mezzogiorno) sufren la extorsión del mafioso Wronsky (Ricardo Palacios). Durante su huida a bordo de un Pontiac Firebird Trans Am de 1973, los dos protagonistas se toparán con la escultora Janice (Ana Obregón) y con Kirby, un excéntrico millonario coleccionista de automóviles que les hablará de la Carrera de la Muerte. 

## Reparto
- Joey Travolta como Paul.
- Vittorio Mezzogiorno como Nick.
- Ana Obregón como Janice.
- John Steiner como Kirby.
- Ricardo Palacios como Eli Wronsky.
- Sal Borgese como Al Costa.

## Vehículos
Automóviles que aparecen en la película.
- Pontiac Firebird Trans Am (1973)
- Pontiac Firebird Trans Am (1977)
- Chevrolet Camaro (1970)
- Volkswagen Kombi T2 (1973)
- Cadillac Sedan DeVille (1964)

## Producción
El personaje de Paul está interpretado por Joey Travolta, hermano del actor John Travolta y posterior director de películas como Hard Vice (1994), Navajo Blues (1996) o Arizona Summer (2004).
Con esta película, la actriz española Ana Obregón continuó su trayectoria de coproducciones internacionales a la que siguieron títulos como Misterio en la isla de los monstruos de Juan Piquer Simón en 1981, Bolero de John Derek en 1984 o tres episodios de la serie de televisión El Equipo A en 1986.
El grupo de mafiosos está encabezado por el actor Ricardo Palacios, habitual de los spaguettti western y director de películas como Mi conejo es el mejor (1982) o ¡Biba la banda! (1987).
Otro de los miembros de la banda de mafiosos es el actor italiano Sal Borgese, habitual actor secundario de las películas protagonizadas por el dúo de actores Bud Spencer y Terence Hill como Quien tiene un amigo... tiene un tesoro de 1981, en la que interpreta al indígena Anulu.

## Títulos alternativos
Para la edición en formato vídeo VHS y DVD de algunos países la película se tituló: 
- Equipo suicida (España)
- Ein Turbo räumt den Highway auf (Alemania)
- Trans Am kuningasturbo (Finlandia)
- L'enfer en 4ème vitesse (Francia)
- Thunder Run (Estados Unidos)
- Oi atsides me ta kokkina (Grecia)
- Bólides da Morte (Portugal)

## Banda sonora
El título del álbum es Car Crash (Colonna Sonora Originale Del Film).
1. The Black Race - Green Movie Brothers
2. Rolling Balls - Mario & Giosy Capuano
3. Easy Treap - Mario & Giosy Capuano
4. Afrikaan Blue (Versione Strumentale) - Mario & Giosy Capuano
5. Shampoo - MA*GI*C*
6. Afrikaan Blue - Tony Romeril
7. Look Out - Mario & Giosy Capuano
8. Oldie Goldie - Mario & Giosy Capuano
9. Down To Sierra Longa - Mario & Giosy Capuano
10. Car Chase - Green Movie Brothers